# Oomycota
Gli oomiceti (Oomycota, sinonimo Oomycetes) sono una classe appartenenti al clade degli stramenopili nel regno dei Chromista.
Una volta questo gruppo era incluso nel regno dei funghi, a causa del loro sviluppo filamentoso e perché si alimentano di materia in decomposizione. La parete cellulare degli oomiceti, tuttavia, non è composta da chitina, come nei funghi, ma è formata da una miscela di composti cellulosici e altri glucani. 
Inoltre i nuclei all'interno delle ife sono diploidi, con due insiemi di informazioni genetiche, non aploidi come nei funghi. 

## Caratteristiche

### Morfologia
Gli oomiceti hanno un tallo sifonale, sono cioè organizzati in ife plurinucleate senza setti che dividano l'ifa in cellule separate. Le ife sono provviste di pareti di cellulosa.

### Riproduzione
La riproduzione sessuata avviene per gametocistogamia: un tubetto copulatore dello spermatogonio porta i gameti maschili nell'oogonio dove fecondano i gameti femminili. Il ciclo di vita degli oomiceti è diplonte: la meiosi precede immediatamente la gametocistogamia.
La riproduzione vegetativa avviene mediante zoospore biflagellate con flagelli eterodonti (ovvero di lunghezza diversa): un flagello ciliato rivolto in avanti e un flagello a sferza (privo di ciglia) rivolto all'indietro.

## Tassonomia
L'ultrastruttura, la biochimica e le sequenze molecolari di questi organismi indicano l'appartenenza del gruppo ai cromalveolati. 
La classe comprende due ordini:
- Saprolegniales, saprofiti in acqua dolce
- Peronosporales parassiti su piante terrestri